# Nayda
Nayda parfois aussi Hayha, ou Nouvelle scène marocaine, est un mouvement culturel casablancais et marocain encore à l'état embryonnaire, le terme est un néologisme dont la racine peut se traduire approximativement par réveil ou debout en darija marocaine. Il a par la suite été utilisé par la jeunesse marocaine en tant qu'adjectif pour désigner une ambiance festive et décontractée. Ce mouvement est pour le moment à caractère essentiellement musical, avec en particulier une grande dominante rap, mais aussi du Hard rock et du Jazz. Une de ses principales manifestations est le festival musical l'boulvard se déroulant tous les ans à Casablanca, capitale économique du pays.
Parmi les principales figures de ce mouvement des groupes comme : Mafia C (rap), Da Danger (rap), H-kayne (rap), Fnaïre (rap), Casa Crew (rap), Darga(fusion), Hoba Hoba Spirit (rock/fusion), Bizz2risk, Soultana (groupe de rap à l'origine du célèbre morceau "Casa Ya Mdiniti") etc.
Les Marocains ont en outre créé depuis quelques années ce qu'ils appellent la Hayha Music, une sorte de jazz fusion avec des sonorités Gnawa, dont un des groupes fondateurs est Hoba Hoba Spirit.

## Origines
Tout comme dans le cadre de la culture hippie de la fin des années 1960 et surtout 70, les jeunes urbains marocains de l'époque ressentaient déjà le besoin de s'exprimer et de se démarquer de la génération de leurs parents. Parmi ces idoles des années 1970, figuraient notamment les Nass El Ghiwane et Jil Jilala qui ont créé avec leurs titres un moyen d’expression efficace et novateur mais s'appuyant sur la tradition musicale marocaine. Au-delà des structures sonores, des recherches phonétiques, il y avait déjà les prémisses d'une affirmation d’une identité musicale propre à la jeunesse.

## Critique
Les plus optimistes y voient un mouvement culturel authentique similaire par certains égards à la Movida espagnole, d'autres n'y voient qu'un phénomène artificiel ou purement marketing créé de toutes pièces et poussé par la presse progressiste et moderniste comme Telquel ou Le Journal Hebdomadaire. Le terme "Nayda" a d'ailleurs été lancé par une couverture de Telquel.
Éclos en terre d'islam, le Nayda est certainement plombé dans son élan par des interdits moraux beaucoup plus forts que ceux de l'Espagne post-franquiste. Qui plus est, le Nayda ne s'accompagne pas du même développement économique que celui connu en Espagne qui a pu faire un bond en avant spectaculaire grâce à son ouverture sur les autres pays européens. Il n'en demeure pas moins que ce mouvement reflète une certaine évolution de la société marocaine.
Farida Benlyazid, tourne en 2007 un film documentaire intitulé CasaNayda! consacré à ce mouvement culturel en cours de constitution,. La chercheuse à l’INALCO, Dominique Caubet a voulu l’associer dans la réalisation de ce documentaire de 52 minutes.
Les manifestations de ce mouvement déclenchent souvent l'ire des pans conservateurs de la société marocaine et en particulier des Islamistes du parti de la justice et du développement (PJD) avec souvent des articles incendiaires[Lesquels ?] dans leur organe de presse Attajdid ; ces articles fustigent la supposée « débauche » que les acteurs de ce mouvement encouragent au sein de la société marocaine.